# DVR
DVR e prescurtarea de la Digital Video Recorder și este un video recorder digital. Denumit și Personal Video Recorder (PVR), în special în Canada și engleza britanică, este un dispozitiv electronic care înregistrează videoclipuri în format digital pe o unitate de disc, o unitate flash USB, un card de memorie SD, SSD sau alt dispozitiv de stocare în masă local sau în rețea. Termenul, uneori, include set-top box-uri (STB) cu înregistrare directă pe disc, playere media portabile și gateway-uri TV cu capacitate de înregistrare și camere video digitale.  Calculatoarele personale sunt adesea conectate la dispozitive de captură video și utilizate ca DVR; în astfel de cazuri, aplicația software utilizată pentru înregistrarea video este o parte integrantă a DVR-ului. Multe DVR-uri sunt clasificate drept dispozitive electronice de consum.

## Diferența dintre DVR și NVR
DVR (Digital Video Recorder) și NVR (Network Video Recorder) sunt două tipuri de sisteme utilizate pentru înregistrarea și stocarea înregistrărilor video în sistemele de supraveghere. Principalele diferențe între ele:
1. Tehnologia și tipul camerelor:
  - DVR: Sistemele DVR utilizează tehnologie tradițională și camere analogice (cunoscute și sub denumirea de camere CCTV). Camerele analogice se conectează la DVR prin cabluri coaxiale, transmitând semnale video neprocesate. DVR-ul procesează aceste semnale și le face disponibile pentru vizualizare.
  - NVR: Sistemele NVR sunt bazate pe camere IP (Internet Protocol) avansate. Aceste camere encodează și procesează datele video la sursă, apoi le transmit la NVR pentru stocare și vizualizare la distanță. NVR-urile pot fi wireless sau pot utiliza cabluri Ethernet.
2. Flexibilitate și conectivitate:
  - DVR: Sistemele DVR sunt mai puțin flexibile, deoarece trebuie să folosiți doar camere analogice. Nu puteți combina diferite tipuri de camere. Totuși, prețul mai scăzut al camerelor analogice este un avantaj al sistemelor DVR.
  - NVR: Sistemele NVR sunt mai flexibile, permițând utilizarea diverselor camere IP. Aceasta vă oferă mai multe opțiuni în ceea ce privește calitatea imaginii și funcțiile camerelor.
3. Procesarea datelor video:
  - DVR: Procesarea datelor video are loc la nivelul DVR-ului. Semnalele video neprocesate sunt transmise de la camere la DVR, unde sunt codificate și stocate.
  - NVR: Procesarea datelor video are loc la nivelul camerelor IP. Acestea encodează și procesează datele video, iar NVR-ul le stochează și le face disponibile pentru vizualizare.
4. Preț și complexitate:
  - DVR: Sistemele DVR sunt mai accesibile ca preț, dar au anumite limitări în ceea ce privește calitatea imaginii și funcțiile.
  - NVR: Sistemele NVR sunt mai avansate și mai scumpe, dar oferă o calitate superioară a imaginii și mai multe opțiuni.